# Pieter Beishuizen
Pieter Beishuizen (Meeden, 11 september 1930 – Uithuizen, 29 december 2016) was een Nederlands politicus van het CDA.
In 1960 werd hij directeur van de christelijke ulo in Uithuizen die in 1968 fuseerde met de ulo in Uithuizermeeden tot het Christelijke Scholengemeenschap Rensuma te Uithuizermeeden waarvan hij de directeur werd. Daarnaast was hij actief in de lokale politiek. Hij was 18 jaar gemeenteraadslid waarvan van 1974 tot 1980 als wethouder van Uithuizen en Hefshuizen. Dat wethouderschap gaf hij eind 1980 op omdat hij het te druk had om het te combineren met schooldirecteur zijn. In december 1988 werd Beishuizen benoemd tot waarnemend burgemeester van Grijpskerk. In januari 1990 ging die gemeente op in de fusiegemeente Zuidhorn waarmee een einde kwam aan zijn korte burgemeesterscarrière. Hij was later gemeenteraadslid in Hefshuizen wat in 1992 hernoemd werd in de gemeente Eemsmond  en hij werd in 1995 benoemd tot Ridder in de Orde van Oranje-Nassau. Eind 2016 overleed hij op 86-jarige leeftijd.